# Praça do Japão

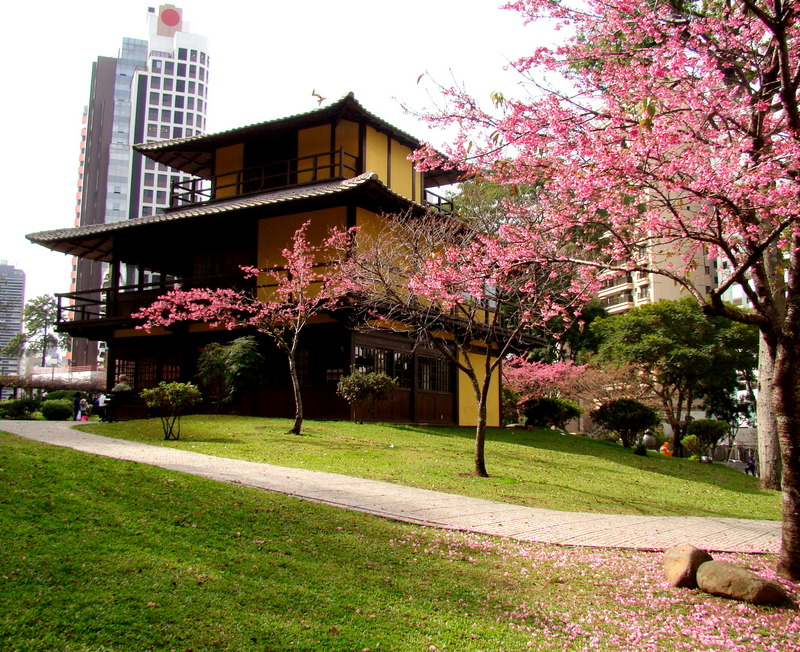
Plaza de Japón con sus cerezos en flor.

La Praça do Japão (Plaza de Japón)  se localiza en el barrio Agua Verde, en la ciudad de Curitiba, capital del estado brasileño de Paraná.
La plaza es un homenaje a los inmigrantes japoneses que llegaron a Curitiba en 1910. La capital paranaense posee la segunda mayor comunidad japonesa de Brasil, atrás solamente de São Paulo, y hoy abriga a más de 32 mil descendientes de japoneses.
Su proyecto fue iniciado en 1958 y la plaza fue concluida en 1962. Una reforma, en 1993, incluyó el Portal Japonés, el Memorial de la Inmigración Japonesa, la Biblioteca Municipal de la Plaza de Japón, donde están disponibles publicaciones en japonés, la Casa de Té, y la Casa de la Cultura, donde es posible conocer las dobladuras de papel (origami), el arte floral (ikebana) y los poemas de tres versos (hai-kais).
En un área boscosa de 14 mil metros cuadrados, existen esparcidas por la plaza 30 cerezos enviados de Japón por el imperio nipón y 6 lagos artificiales de moldes japoneses.
- Datos: Q10353488
- Multimedia: Praça do Japão (Curitiba) / Q10353488